# Phyllonorycter kuhlweiniella
Phyllonorycter kuhlweiniella là một loài bướm đêm thuộc họ Gracillariidae. Nó được tìm thấy ở Đức đến bán đảo Iberia, Ý và Albania và từ Đảo Anh đến trung tâm và miền nam Nga.
Sải cánh dài 8–9 mm. Có hai lứa trưởng thành vào tháng 5 và một lần nữa từ cuối tháng 7 đến tháng 8.
Ấu trùng ăn Quercus petraea, Quercus pubescens và Quercus robur. Chúng ăn lá nơi chúng làm tổ.